# Edward Rice (homme politique)
Pour les articles homonymes, voir Edward Rice et Rice.
Edward Rice est un homme politique canadien. Il a été élu à au moins deux reprises, en 1941 et 1942, en tant que préfet du comté de Madawaska.